# Jean Baptiste Gaspard Bochart de Saron
Pour les articles homonymes, voir Bochart et Saron.
Jean Baptiste Gaspard Bochart de Saron, dit aussi Bochart-Saron, né à Paris le 16 janvier 1730 où il est mort guillotiné le 20 avril 1794, est un magistrat, astronome et mathématicien français.

## Biographie
Issu d’une grande famille de parlementaires parisiens, Bochart de Saron perd son père à l’âge de 15 mois. Resté fils unique, il est élevé par sa mère et par son oncle, Élie Bochart de Saron, chanoine du Chapitre de Notre-Dame de Paris et conseiller-clerc à la grand-chambre du Parlement de Paris. Il fait ensuite de bonnes études chez les Jésuites du collège Louis-le-Grand puis devient conseiller au Parlement de Paris le 7 septembre 1748, maître des requêtes en 1750, avocat général en 1753, président à mortier en 1755 et enfin premier président du Parlement de Paris, l’une des plus hautes fonctions judiciaires sous l’Ancien Régime, en 1789, peu avant la Révolution française.
Bochart de Saron s’est occupé de physique et de chimie et s'est surtout passionné pour les mathématiques et l’astronomie, excellant dans les calculs numériques les plus compliqués, notamment le calcul des orbites des comètes. Par délassement, il s’adonnait également à l’imprimerie, en compagnie de sa femme.
Collaborant avec des astronomes, il acheta du matériel optique de la meilleure qualité qu’il met à leur disposition pour leurs observations. Par modestie, il refuse toutefois de faire construire un observatoire dans aucune de ses résidences, déclarant à l’un de ses amis qui le lui suggérait : « Je m’en garderai bien, les voisins s’en apercevraient. » Lui-même est le premier à mettre en évidence l’orbite circulaire lointaine de l’astre découvert en 1781 par l’astronome William Herschel, écartant la possibilité qu’il s’agisse d’une comète : l’astre se révélera être la planète Uranus.
Il est admis à l’Académie royale des sciences comme académicien surnuméraire le 5 juin 1779 puis comme membre honoraire le 7 juillet 1781, en remplacement de Courtanvaux, qualité qu’il conserve lors de la réorganisation du 23 avril 1785.
Vice-président de l’Académie royale des sciences en 1782 et 1787 et président en 1783 et 1788, il invitait, tous les mercredis, à l’issue de la séance, quelques-uns de ses collègues à prendre du thé ou des glaces pour continuer à discuter. Il se lie particulièrement avec l’astronome Charles Messier. Il soutient les travaux de Laplace et fait imprimer à ses frais le premier ouvrage de celui-ci (Théorie du mouvement et de la figure elliptique des planètes, 1784).
À la Révolution, il s’efforce de se conformer scrupuleusement aux lois révolutionnaires. Quand les armoiries sont interdites, il fait venir son relieur et lui adjoint tout son personnel pour gratter les armes sur toutes les reliures de sa bibliothèque ; il fait également ôter les fleurs de lys sur les aiguilles des pendules. Il équipe et habille son fils aîné pour qu’il serve comme conscrit.
Malgré son zèle, il est condamné à mort par le Tribunal révolutionnaire le 20 avril 1794 avec les autres membres de la chambre des vacations du Parlement de Paris et guillotiné le jour même. Il laisse trois filles et deux fils.
Possédant le château de Saron-sur-Aube en Champagne, il acquiert, plus tard, le château de Nantouillet à Presles.

## Résidences
- 1766 : rue du Bac, Paris
- 1771 : hôtel particulier, 17, rue de l’Université, Paris